# Bundesumsatzstatistik
Die Bundesumsatzstatistik ist eine Referenzliste für die sechs deutschen Börsen an den Standorten Frankfurt am Main, Stuttgart, Hamburg/Hannover, München, Berlin und Düsseldorf. Die Statistik berücksichtigt alle Transaktionen an einer Börse, die in die Börsen-EDV eingegeben werden. 
Die Bundesumsatzstatistik als Vergleichsinstrument wird kritisch gesehen, da eine einzelne Transaktion mehrfach gezählt wird und dabei jede Erfassung als originärer Umsatz in das Zahlenwerk aufgenommen wird:
- Es fließt in die Statistik gleichzeitig sowohl der Umsatz auf der Kauf- als auch die Verkaufseite einer Transaktion ein. In der Statistik verdoppelt sich auf diese Weise der Wert eines einzelnen Geschäftes, zum Beispiel der Eigentumsübergang einer Aktie.
- Bei der Weitergabe über so genannte Orderketten wird zudem ein- und dieselben Kundenorder an jeder der mehrere Stationen umfassenden Auftragsabwicklung jedes Mal erneut als Kauf- und Verkaufsumsatz erfasst und gezählt.

Die Bundesumsatzstatistik berücksichtigt außerdem all jene Wertpapierbewegungen an einer Börse, die nicht Gegenstand eines klassischen Börsenhandelsgeschäfts sind – etwa Wertpapierüberträge von Bank zu Bank.

## Orderbuchstatistik
Im Gegensatz zur Bundesumsatzstatistik erfasst die Orderbuchstatistik im Präsenzhandel (Parketthandel) Maklergeschäfte mit Kursfeststellung und die Transaktionen über die elektronische Wertpapierhandelsplattform Xetra. So wird der Wert einer Transaktion nur einfach gezählt und gewertet. Damit lässt sie einen aussagefähigen Vergleich der einfachen Umsatzgrößen der Handelsgeschäfte an den einzelnen Börsenplätzen und damit deren Umsatzleistung zu.
Zur Angabe des Volumens ihres Wertpapierhandels wird die Oderbuchstatistik von der Mehrzahl der deutschen Börsen bevorzugt, da sie wesentlich transparenter ist als die Bundesumsatzstatistik.